# 豆板銀
豆板銀（まめいたぎん）は、江戸時代に丁銀に対する少額貨幣として流通した銀貨であり秤量貨幣の一種。小粒銀（こつぶぎん）、小玉銀（こだまぎん）とも呼ばれる。通称は銀玉。当時、銀座において用いられた正式名称は「小玉銀」であり、『三貨図彙』にもこの名称で記述されている。一方、好事家による書である『金銀図録』および『大日本貨幣史』などの古銭書には「豆板銀」という名称で収録されている。
貨幣史研究が進んでいない段階の収集界の研究成果をそのまま拝借した日本の高等学校の日本史の教科書などでは「豆板銀」の名称が用いられ広く定着してきたが、江戸時代の幕府や銀座関係の文書ではこの名称は見えず、これら公文書などに記述されている「小玉銀」の名称に戻すべきであるとする意見がある。

## 概要
形状は小粒の銀塊で、その名の通り豆のような形をしたものが多いが、変形したものも見られる。重量は不定だが、大半が10匁（37.3グラム）程度以下（標準的なものは5～7グラム程度）の秤量銀貨で、大小種々あり、実際には10匁を超える大型のものもあるが、そのようなものは稀である。豆板銀の中で特に小粒のもの（0.1～0.3匁、何分何厘程度。現代の古銭収集界では1グラム以下のものと定義している）は露銀（つゆぎん）と呼ばれ、僅かな目方の調整に用いられた。
表面には「常是」および「寳」に加えて慶長・享保銀以外には「元・宝・永・文・保・政」と年代つまり銀品位を現す文字極印が打たれた。二ツ宝銀・三ツ宝銀・四ツ宝銀は丁銀では「宝」字極印の数および書体で区別されるが、豆板銀では「宝」字の書体で区別される。宝永の四品の豆板銀には丁銀同様「常是」の極印は見られない。また元文銀と文政銀が「文」字の書体で区別されるのは丁銀も豆板銀も同じである。
また片面ないし両面に大黒像の極印が丁寧に打たれたものが存在し、恩賞および贈答用とされる。年代印は、大黒の腹部や、大黒および「寳」文字の周囲（「廻り文」「廻り保」など）に打たれたり、小さい文字の集合の形（群打ち。「群文」「群保」など）で打たれたり、大きく1文字（大字打ち。「大字文」「大字保」など）で打たれたりした。片面大黒（片面打ちで大黒像が70%以上識別できるもの）や両面打ちは他のものより存在が少ないことから現代の古銭市場では高値で取引されている。
それ自体を取引に利用するほか、丁銀に対する小額貨幣として補助的な役割をもつ。例えば、小型の丁銀に豆板銀を加えて重量を43匁（銀一枚、約160.4グラム）に合わせ、紙に包んで封印し、まとめて使用する事も行われた。これを包銀という。恩賞・贈答用の枚包（43匁（銀一枚）の包銀）や、商取引用の五百目包といった秤量銀貨による包銀で、丁銀に加える形で豆板銀が重量の調整用に使われたほか、豆板銀のみによる「豆板包」という包銀も存在した。
丁銀は包銀の形で大口取引に使用されることが多く日常生活で使用するには高額過ぎ、裸で使用されることはほとんどなかったが、豆板銀については持ち運び可能な銀秤（ぎんばかり）により随時秤量しての支払いが可能であり、また現金を銭緡（ぜにさし）で持ち歩くよりも携帯に便利で、適宜両替屋で銭に替えて使用するなど、重宝された。また、町奉行や代官が町人・百姓を褒賞する場合、熨斗紙の中央に銀貨をニカワで貼付けて包封し下賜された。
江戸時代当時には、物品を買う場合には、豆板銀を銭に替えてから使う場合がほとんどだったのに対し、今日いうサービスへの支払いには豆板銀がそのまま通用したとの説がある。
豆板銀は丁銀と同じ銀目建の銀貨であるが、慶長期まではまだ豆板銀がなく、端数は丁銀を切断（切遣い）して使っていた。元和期になって端数計算に便利なように小重量銀貨である豆板銀が作られるようになり、その頃に丁銀の切遣いは禁止されたとされ、これが豆板銀の始まりである。
元和6年（1620年）ごろに鋳造された慶長豆板銀に始まり、安政6年（1859年）の安政豆板銀まで常に丁銀と同じ銀品位で鋳造され、江戸時代を通じて発行された。慶応4年（1868年）の銀目廃止令で丁銀ともども通用停止となった。
豆板銀は重量が不揃いであるため、現代でも古銭商による買取の査定の際には重量の秤量が行われる場合があり、その場合には重量がそのまま買取価格に比例するわけではないが、査定の際の一つの買取価格の判定基準となる。

## 種類
括弧内は発行年、銀含有率（規定）。鋳造量は丁銀に含まれる。
- 慶長豆板銀（元和6年ごろ（1620年）、80%）
- 元禄豆板銀（元禄8年9月（1695年）、64%）
- 宝永二ツ宝豆板銀（宝永3年7月（1706年）、50%）
- 宝永永字豆板銀（宝永7年3月（1710年）、40%）
- 宝永三ツ宝豆板銀（宝永7年4月（1710年）、32%）
- 宝永四ツ宝豆板銀（正徳元年8月（1711年）、20%）
- 享保豆板銀（正徳豆板銀）（正徳4年8月（1714年）、80%）
- 元文豆板銀（元文元年6月（1736年）、46%）
- 文政豆板銀（文政3年5月（1820年）、36%）
- 天保豆板銀（天保8年11月（1837年）、26%）
- 安政豆板銀（安政6年12月（1859年）、13%[注釈 3]）

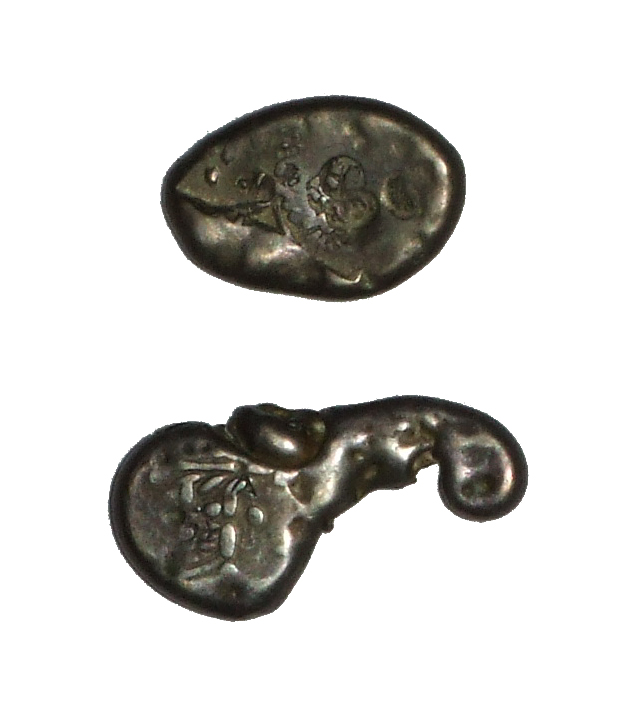
慶長豆板銀
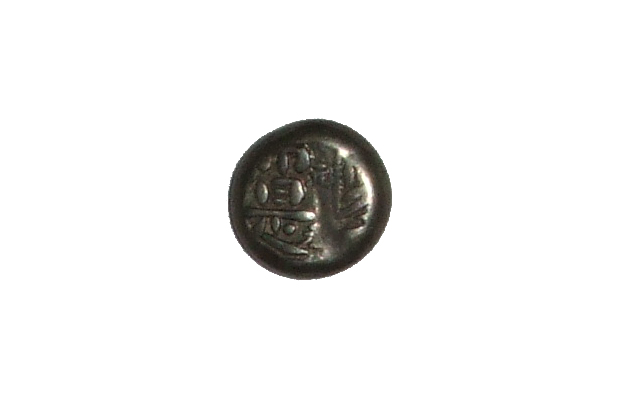
元禄豆板銀
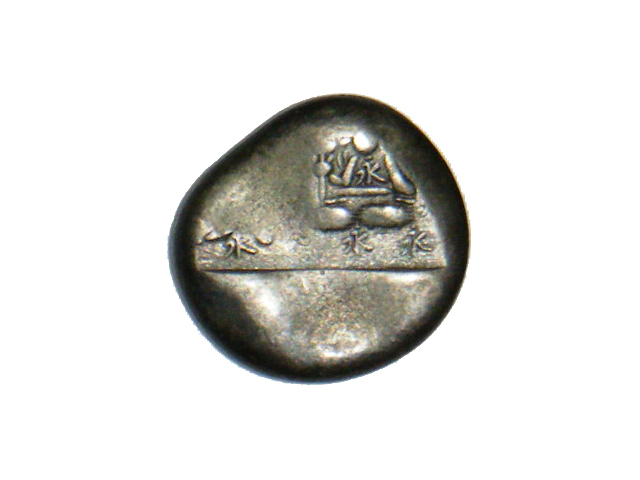
宝永永字豆板銀
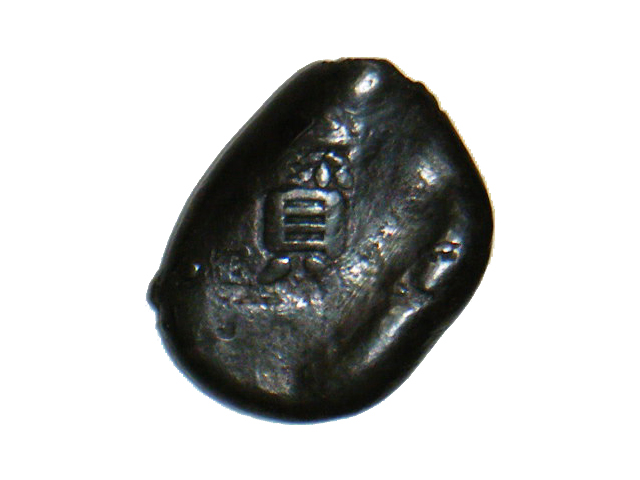
宝永四ツ宝豆板銀
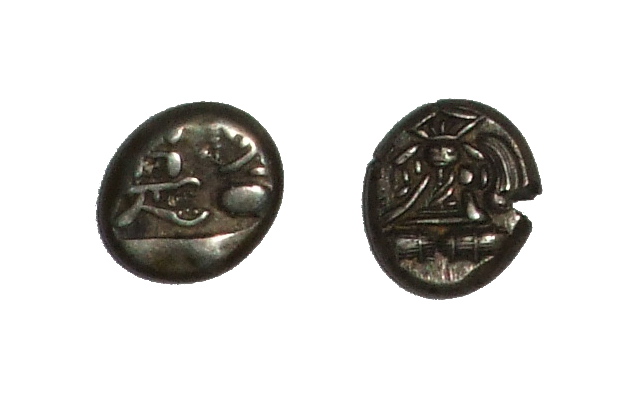
享保豆板銀
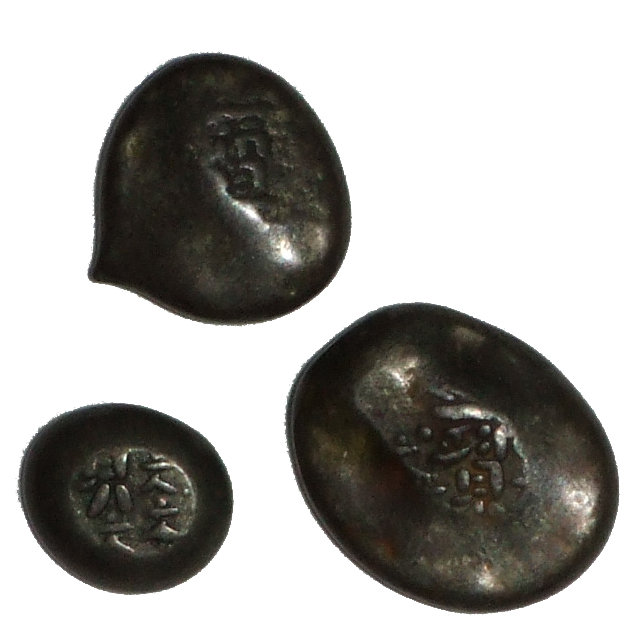
元文豆板銀
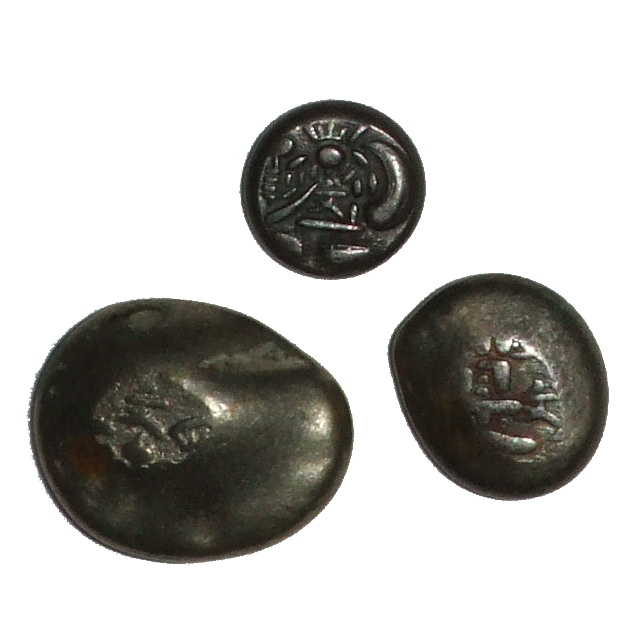
文政豆板銀
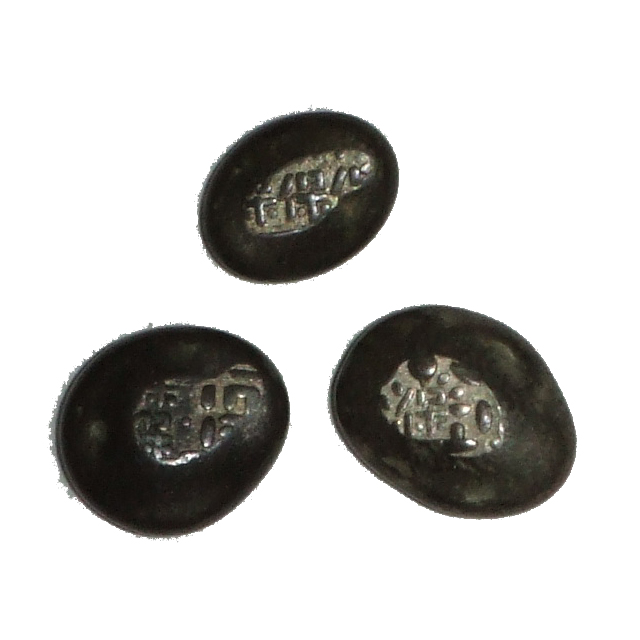
天保豆板銀
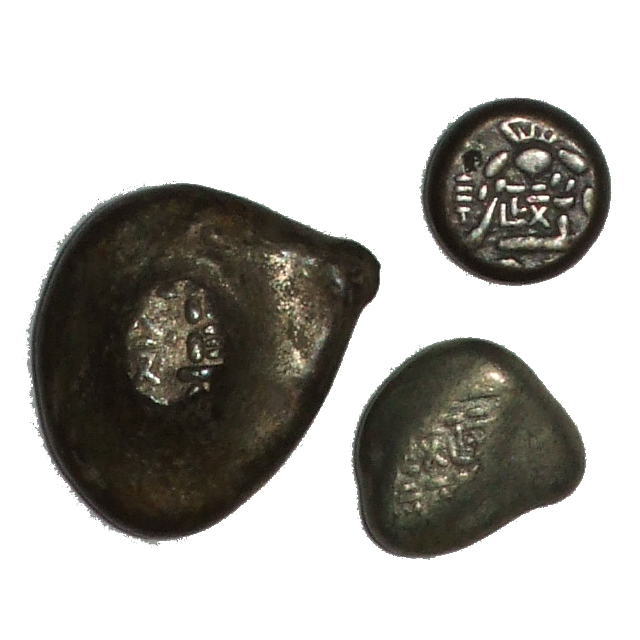
安政豆板銀